# Mandi (Mandi)
Mandi ([mŋɖɪ]/ˈmaɪndi/ (del hindi: मंडी)), anteriormente conocida como Mandav Nagar y Sahor (tibetano: Zahor), es una ciudad importante y un consejo municipal en el distrito de Mandi del estado indio de Himachal Pradesh.
Se encuentra a 153 kilómetros al norte de la capital del estado, Shimla en el Himalaya noroccidental a una altitud promedio de 850 metros, y experimenta veranos agradables e inviernos fríos. Mandi está conectada al Pathankot a través de la Autopista Nacional 20, que tiene casi 220 km de longitud, y a Manali, a través de la Autopista Nacional 21, que tiene una longitud de 323 km. Mandi está aproximadamente a 184.6 km de Chandigarh, la ciudad principal más cercana, y 440.9 km de Nueva Delhi, la capital nacional. En el censo indio de 2011, la ciudad de Mandi tenía una población de 26 422. El distrito de Mandi es actualmente la segunda economía más grande del estado al lado de Kangra. Mandi, en el estado, tiene la segunda proporción sexual más alta de 1013 mujeres por cada mil hombres.
Sirve como la sede del distrito de Mandi y la sede zonal de la zona central, incluidos los distritos, como Kullu, Bilaspur y Hamirpur. Como lugar turístico, Mandi se conoce a menudo como "Varanasi of Hills" o "Choti Kashi" o "Kashi of Himachal". Además, Mandi es el punto de partida de la famosa caminata de la región del lago Prashar. Desde Mandi, los excursionistas van a la aldea de Bagi, que sirve de base para el lago Prashar.
El Instituto Indio de Tecnología (IIT) es un importante instituto ubicado en la ciudad. Esta única capital del estado principesco de Mandi es una ciudad en rápido desarrollo que aún conserva gran parte de su encanto y carácter originales. La ciudad fue establecida en 1527 por Ajbar Sen, como la sede del estado de Mandi, un estado principesco hasta 1948. La fundación de la ciudad se estableció en el establecimiento de Himachal Pradesh a principios de 1948. Hoy en día, es ampliamente conocida por La Feria Internacional de Mandi Shivaratri. Primera ciudad patrimonio de Himachal Pradesh. La ciudad también tiene los restos de antiguos palacios y ejemplos notables de arquitectura "colonial". La ciudad tenía uno de los edificios más antiguos de Himachal Pradesh.

## Toponimia
Si bien el nombre de la ciudad siempre se ha pronunciado "[mŋɖɪ]" en el idioma local, la versión en inglés "Mandav Nagar" fue el nombre oficial hasta que se cambió a "Mandi". Este cambio es ahora el nombre más utilizado en la ciudad. Mandi es famosa por sus 81 templos de piedra antigua Shaivite y su enorme gama de talla fina. Debido a esto, a menudo también se le llama Varanasi of the Hills.

## Historia
EL estado principesco de Mandi fue fundado por Bahu Sen en 1200 a. C Pero Ajbar Sen fue el que fundó la ciudad histórica de Mandi en 1526 d. C. Se dice que los Jefes del Estado Mandi son los descendientes de ancestros comunes de la línea Chandervanshi de rajputs de la dinastía Sen de Bengala que afirman ser los descendientes de Pandavas de los tiempos de Mahabharata. El actual Distrito de Mandi se formó con la fusión de dos estados principescos estado de Mandi y Suket (Sundernagar) el 15 de abril de 1948, cuando se estableció el Estado de Himachal Pradesh.
En 1849, los estados principescos de Mandi, Suket y Chamba fueron puestos bajo el control del Superintendente 'Estados Cis-Satluj'. Lala Lajpat Rai visitó a Mandi en 1906 para organizar las actividades revolucionarias. La revuelta ocurrió en el estado de Mandi contra la administración represiva, corrupta y arrogante de Raja Bhawani Sen y su Wazir Jiwa Nand Paddha.

## Geografía

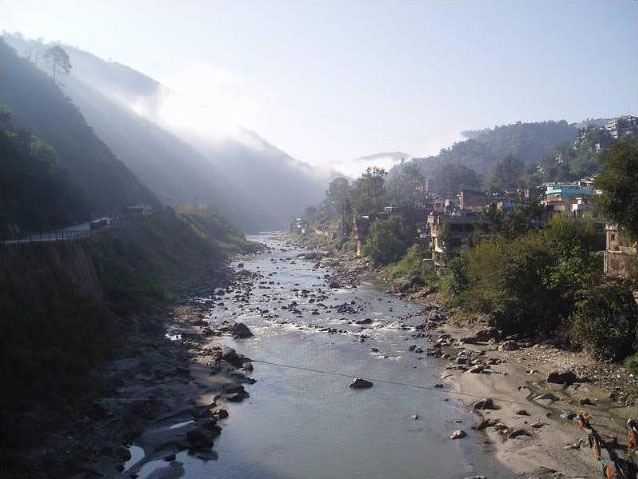
El Río Beas donde corre a través de la ciudad de Mandi, Himachal Pradesh (Foto tomada en 2004)

Mandi se construye a orillas del Río Beas, en la confluencia de la corriente Suketi Khad. Sikandar Dhar, Ghugar Dhar y Dhar Kot son algunas de las colinas y montañas prominentes que se encuentran cerca de la ciudad. Mandi se encuentra en 31°72'N de latitud y 76°92'E de longitud. Tiene una elevación promedio de 850 metros (2790 pies). Se encuentra en el  Midlands de la cordillera del Himalaya.
Existe una gran variación en las condiciones climáticas de Himachal debido a la variación extrema en la elevación. El clima varía de tropical cálido y subhúmedo en las zonas del sur a frío, alpino y glacial en las cadenas montañosas del norte y del este con más elevación.

### Geología
Mandi es un terreno de mesa con forma de cuenco a orillas del río Beas, rodeado por las altas cordilleras de las colinas Gandharv, Motipur Dhar, Rehra Dhar y Tarna Hill. Dos pequeños riachuelos, Suketi Khad y Skodhi Khad se unen al río  Beas. Además, el terreno de la mesa a orillas del río / arroyos, el terreno es empinado y montañoso. Geológicamente, la ciudad está ubicada en la Zona sísmica n.º IV cerca de una línea de falla y es propensa a terremotos. Como la Carretera Nacional-20 Pathankot-Mandi, la Carretera Nacional-21 Chandigarh-Mandi-Manali, la Carretera Nacional-70 Hoshiarpur-Mandi y la Carretera Estatal-32 Hoshiarpur-Mandi pasan por la ciudad, está bien conectada con Jogindernagar, Palampur, Pathankot, Kullu, Sundernagar, Bilaspur, Chandigarh, Rewalsar y Una. Aunque Mandi es una ciudad antigua y de rápido desarrollo, aún conserva su encanto y carácter originales.

### Clima
Mandi presenta un clima subtropical de tierras altas según la clasificación climática de Köppen. El clima de Mandi es compuesto con veranos calurosos e inviernos fríos. Mandi generalmente experimenta lluvias durante el final de la temporada de verano. La ciudad de Mandi cae en la zona más baja del clima del Himalaya. Estas regiones disfrutan de un clima templado subhúmedo de las estribaciones (450–900 m) en comparación con el clima alpino seco y frío con nevadas en altitudes mayores (2400 m—4800 m). En general, las temperaturas oscilan entre 6.7 °C (44.06 °F) y 39.6 °C (103.28 °F) en el transcurso de un año. La temperatura promedio durante el verano es entre 18.9 °C (66.02 °F) y 39.6 °C (103.28 °F), y entre 6.7 °C (44.06 °F) y 26.2 °C (79.16 °F) en invierno. La precipitación mensual varía entre 25.4 mm (1 pulg.) En noviembre y 228.6 milímetros (9 pulg.) En agosto. Por lo general, es de alrededor de 58.3 milímetros (2.29 pulg.) Por mes durante el invierno y la primavera y alrededor de 101.6 milímetros (4 pulg.) En junio a medida que se acerca el monzón. El promedio anual total de precipitación es de 832 milímetros (32.76 in).
| Parámetros climáticos promedio de Mandi                     | Parámetros climáticos promedio de Mandi | Parámetros climáticos promedio de Mandi | Parámetros climáticos promedio de Mandi | Parámetros climáticos promedio de Mandi | Parámetros climáticos promedio de Mandi | Parámetros climáticos promedio de Mandi | Parámetros climáticos promedio de Mandi | Parámetros climáticos promedio de Mandi | Parámetros climáticos promedio de Mandi | Parámetros climáticos promedio de Mandi | Parámetros climáticos promedio de Mandi | Parámetros climáticos promedio de Mandi | Parámetros climáticos promedio de Mandi |
| Mes                                                         | Ene.                                    | Feb.                                    | Mar.                                    | Abr.                                    | May.                                    | Jun.                                    | Jul.                                    | Ago.                                    | Sep.                                    | Oct.                                    | Nov.                                    | Dic.                                    | Anual                                   |
| ----------------------------------------------------------- | --------------------------------------- | --------------------------------------- | --------------------------------------- | --------------------------------------- | --------------------------------------- | --------------------------------------- | --------------------------------------- | --------------------------------------- | --------------------------------------- | --------------------------------------- | --------------------------------------- | --------------------------------------- | --------------------------------------- |
| Temp. máx. media (°C)                                       | 16.8                                    | 16.6                                    | 21                                      | 27.6                                    | 26.6                                    | 27.7                                    | 25.5                                    | 25.6                                    | 25.3                                    | 23.1                                    | 21.6                                    | 17.4                                    | 22.9                                    |
| Temp. mín. media (°C)                                       | 4                                       | 4.1                                     | 7.2                                     | 10.5                                    | 14.7                                    | 15.2                                    | 12.7                                    | 12.3                                    | 11.7                                    | 10                                      | 6.4                                     | 3.8                                     | 9.4                                     |
| Lluvias (mm)                                                | 30                                      | 30                                      | 22                                      | 15                                      | 15                                      | 85                                      | 240                                     | 220                                     | 130                                     | 25                                      | 10                                      | 10                                      | 832                                     |
| Fuente n.º 1: Meoweather                                    |                                         |                                         |                                         |                                         |                                         |                                         |                                         |                                         |                                         |                                         |                                         |                                         |                                         |
| Fuente n.º 2: Red Internacional de Investigación Académica. |                                         |                                         |                                         |                                         |                                         |                                         |                                         |                                         |                                         |                                         |                                         |                                         |                                         |

## Economía

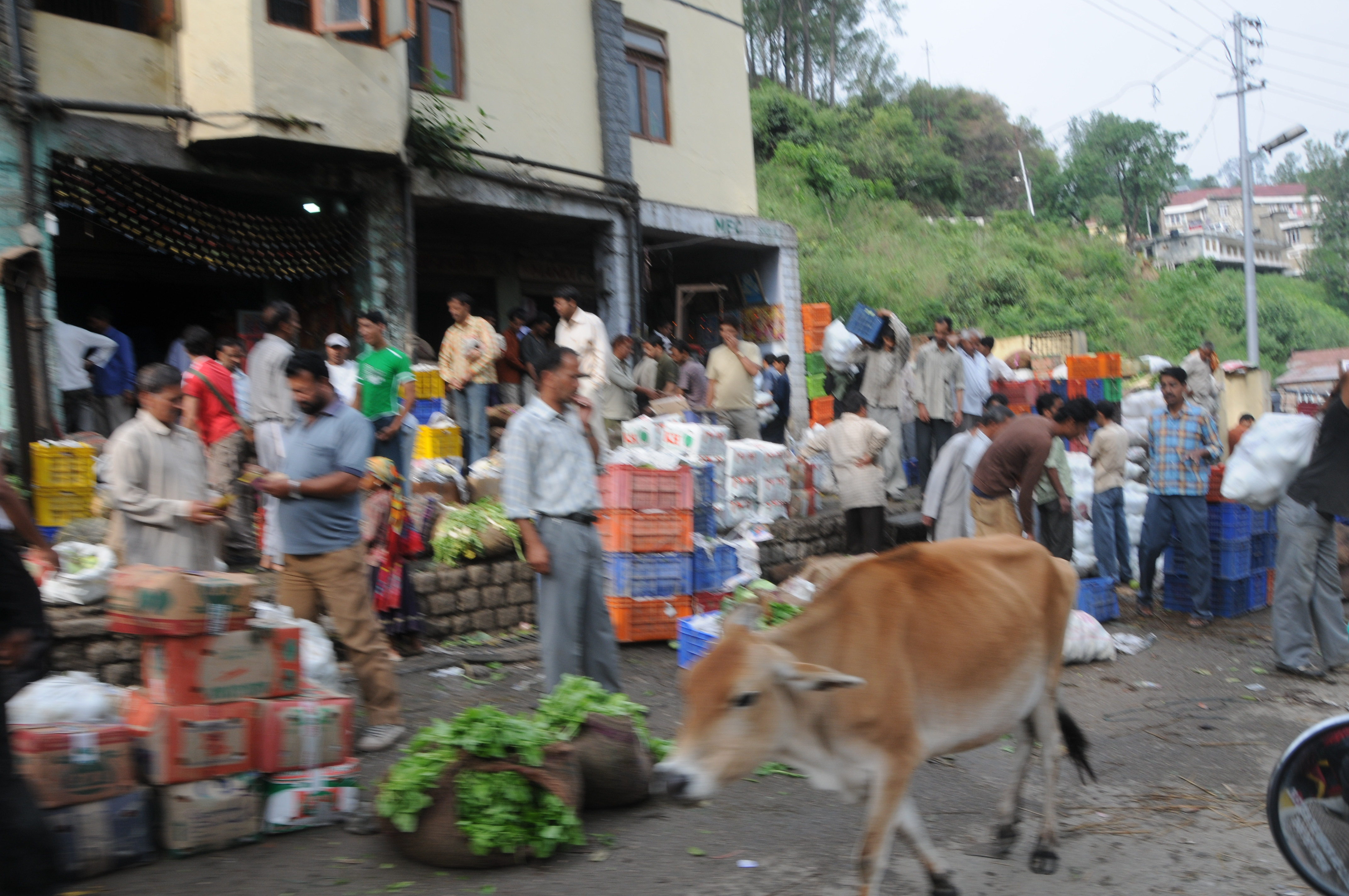
Sabji Mandi

Mandi es una de las ciudades de más rápido desarrollo de Himachal Pradesh, ubicada en el cruce de la National Highway - 20, 21 y 70. Es como una puerta de entrada a Kullu, Lahaul, Leh, Ladakh, área de Jammu y Cachemira. Al ser la sede del Distrito, todo el Distrito depende de la ciudad para el comercio, los servicios y la administración civil. La economía de la región es predominantemente agraria ya que alrededor del 79% de la población total depende de la agricultura y de las actividades relacionadas con ella, para obtener su sustento.
Balh Valley es conocido por producir trigo de calidad, paddy y un cultivo de hortalizas donde se han adoptado el sistema de drenaje de agua y el sistema de riego por aspersión. Los cultivos de maíz, trigo, arroz y hortalizas se cultivan en otras partes del distrito, que atienden la demanda considerable de una parte de la población. Una planta procesadora de leche dirigida por H.P. Cooperativa Estatal-Leche-Federación en Chakkar está a 8 kilómetros de Mandi.
La gente de Mandi sigue una economía agraria y cultiva arroz, legumbres, mijos, té, semillas de sésamo, cacahuete, aceite de girasol y productos herbarles. Ciudad de Himachal Pradesh y departamentos de planificación. Trabaja para el área de Mandi Planning (MPA). Más de 9000 agricultores participan directamente en el cultivo de capullo para producir Seda en las colinas más bajas del Distrito de Mandi. El distrito de Mandi también enfrenta una dura competencia de China, que comercializa seda cruda a tasas mucho más bajas en el mercado.
Varias hectáreas de tierra en Mandi también están bajo la producción de Apple. Las manzanas generalmente se siembran en diciembre de cada año. El área de frutos en Mandi es aproximadamente el 15 por ciento del área total bajo las frutas en Himachal Pradesh. La seda Mandi raw ha adquirido gran fama, pero las minas de sal en Drang y Guma son las características especiales de la economía. Con un depósito abundante de sal y piedra caliza, se están investigando las posibilidades de la existencia de carbón magnasita y [[caolín [China-arcilla]]]. Mandi también tiene mercados de pescado donde trucha marrón es una de las especies de peces más demandadas. En Mandi, un agricultor obtiene alrededor de Rs.200 por kg para Trucha marrón.

## Gobierno y política

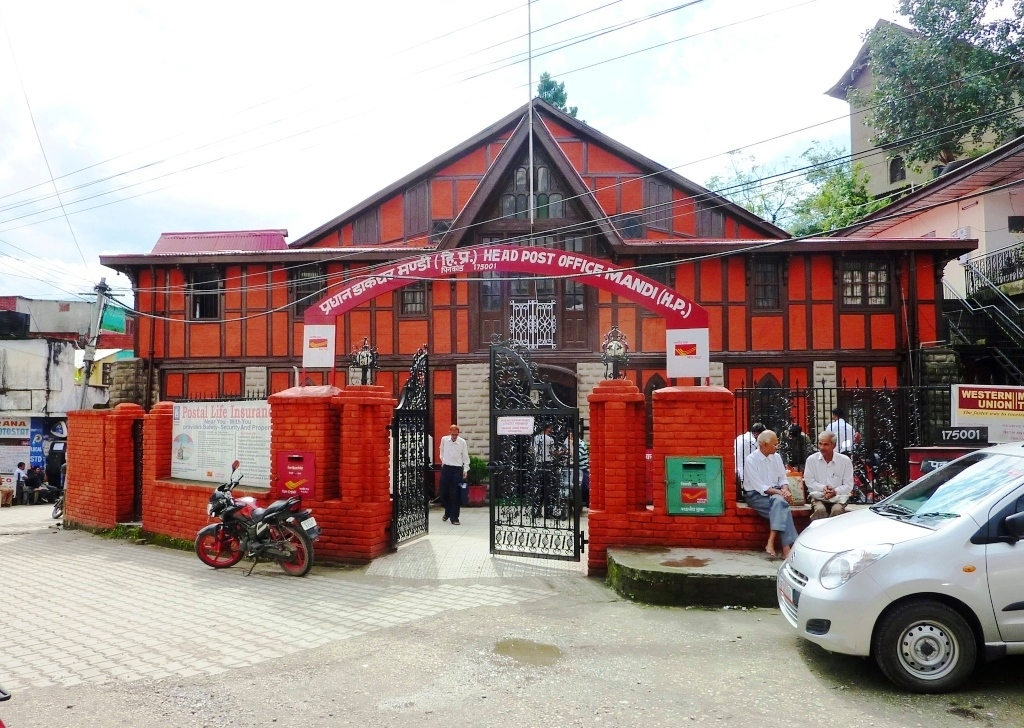
Head Post Office, Mandi

Establecido el 15 de abril de 1948, el consejo municipal de Mandi es el organismo electo más antiguo nominado por el gobierno de Himachal Pradesh. El Consejo Municipal de Mandi se constituyó en 1950. Cuenta con 13 distritos que constan de 10 fondos de ingresos. A partir de la  elección general de 2017, los dos partidos políticos principales son el Bharatiya Janata Party (BJP) (en el poder) y el Congreso Nacional de la India (INC) ) (en oposición). El jefe administrativo del consejo es el comisionado municipal designado por el gobierno estatal.
La ciudad contribuye con un asiento a la cámara baja del parlamento (Lok Sabha). La ley y el orden en la ciudad son mantenidos colectivamente por el Departamento de Policía, el Departamento de Vigilancia, la Dirección de Ejecución, el Departamento de Bomberos, el Departamento de Bomberos y el Departamento de Guardia Nacional. El Superintendente de Policía de Mandi, El Sr. Abhishek Dular, encabeza el departamento de policía. El Comisionado Adjunto de Mandi, El Sr. Sandeep Kadam, es el jefe del Distrito. Hay un tribunal de distrito en la ciudad, incluidos otros tribunales en otras ciudades del distrito.

## Transporte

Mandi City National Highways Road Network

El transporte local en Mandi es generalmente en auto-rickshaw, autobús o vehículos privados. Los taxis turísticos también son una opción. La estación de taxis se encuentra justo en frente de Seri Stage. Los rickshaws automáticos son el principal medio de transporte en Mandi y están disponibles casi 24 horas.

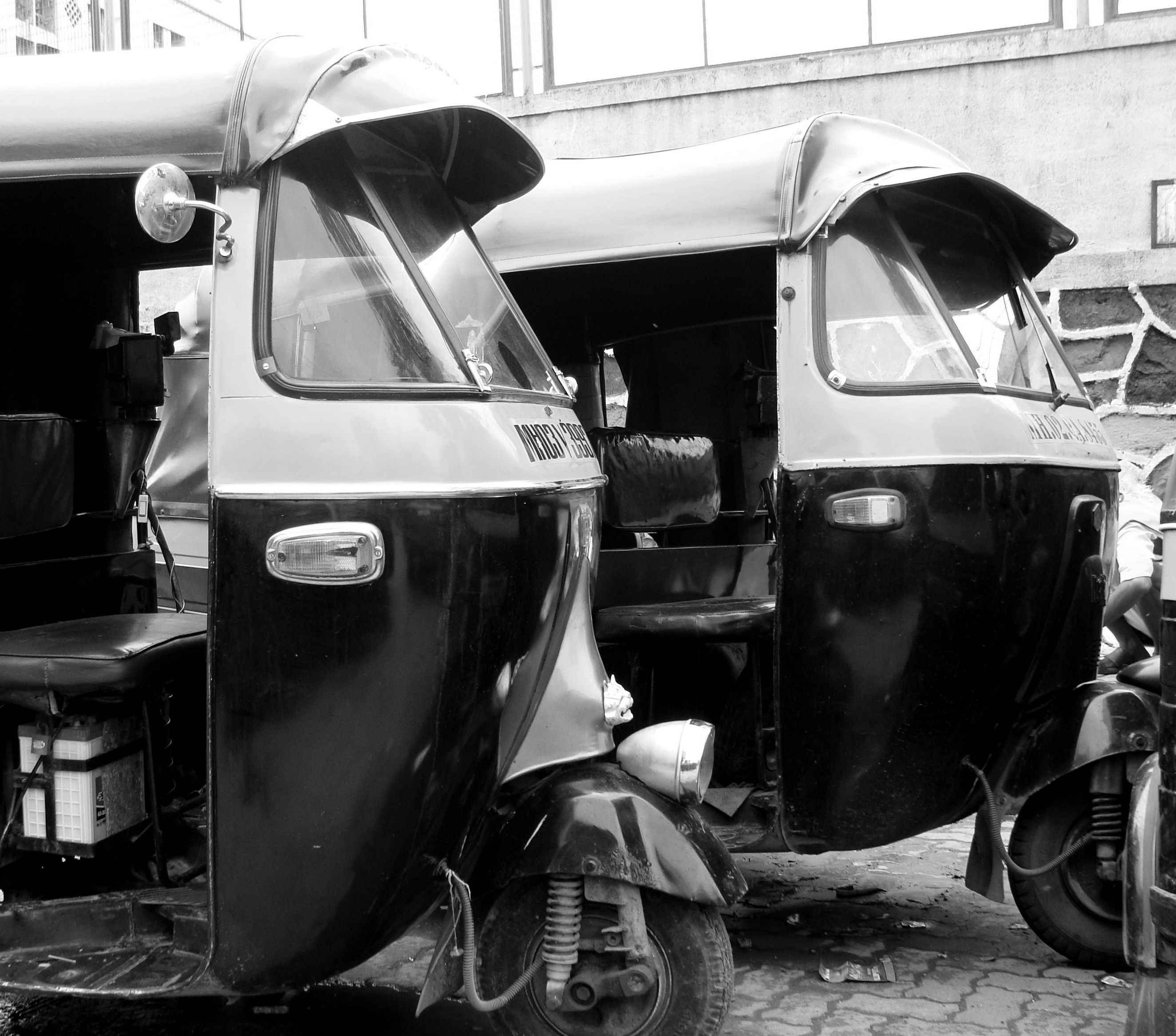
AutoRickshaw es la principal fuente de transporte turístico en Mandi

El aeropuerto más cercano a Mandi es el Aeropuerto de Bhuntar, a unos 75 km de la ciudad de Mandi. Mandi está conectada a Pathankot a través de  National Highway 20 que tiene una longitud de casi 220 km (140 mi) y a  Manali y Chandigarh a través de  National Highway 21 que tiene una longitud de 323 km (201 mi).
Munish Resorts, Visco Resorts y Regent Palms Hotel son los complejos más famosos de Mandi. Algunos otros hoteles son Raj Mahal, Amar Atithi, Ashoka Holiday Inn, Hotel Evening Plaza, Mandav Hotel (HPTDC), Surbhi Hotel, Hotel Yamini. La mayoría de la gente viene a Mandi a través de Delhi o Chandigarh.
 'De Delhi' 
La distancia entre Delhi y Mandi es de aproximadamente 475 km. Esta distancia se puede cubrir en aproximadamente 12 horas en autobús.
La alternativa para llegar a Mandi desde Delhi es viajar en tren hasta Kiratpur Sahib por Delhi-Una Himachal express (4553). Desde Kiratpur, hay un autobús. Todos los autobuses que van de Delhi y Chandigarh a Mandi tienen que pasar por Kiratpur.
Además, puede tomar  NH 1 a Ambala y NH 22 a Chandigarh antes de tomar NH 21 a Mandi.
 'De Chandigarh' 
Desde Chandigarh hay autobuses a Mandi y Manali. Los autobuses de Delhi pasan por Chandigarh y algunos autobuses.
El arte de Chandigarh mismo. La distancia entre Chandigarh y Mandi es de 200 km. Esta distancia se puede cubrir en aproximadamente 6 horas en autobús. En taxi, puede tomar alrededor de 5 horas.
Por aire
El aeropuerto más cercano a Mandi es el  Aeropuerto Kullu en Bhuntar, a unos 75 km de la ciudad de Mandi. Este es un pequeño aeropuerto doméstico; Solo aviones pequeños vuelan a Kullu. Los vuelos a Kullu están restringidos solo desde Delhi y Shimla. Desde Delhi, los vuelos a Kullu toman aproximadamente 90 minutos en Indian Airlines o Kingfisher Airlines.
Por ferrocarril
Actualmente no hay ferrocarril, pero se propone uno. Hay una propuesta para extender el Kangra Valley Railway a Mandi, y conectarlo a una nueva línea Bilaspur – Mandi-Leh. La estación de tren más cercana actualmente es la Jogindernagar Estación de tren a casi 50 km de la ciudad; Este es el término actual del ferrocarril del valle de Kangra.

## Demografía
A partir del censo de 2001 en la India la ciudad tenía una población de 26858. Los varones constituyen el 53% de la población y las mujeres el 47%. Mandi tiene una tasa de alfabetización promedio de 83.5%, mayor que el promedio nacional de 65.38% y casi igual a la tasa de alfabetización del estado (83.57%): la alfabetización masculina es del 92% y la alfabetización femenina es del 75%. En Mandi, el 11% de la población tiene menos de 6 años. Tenía una muy alta proporción de sexos humanos - 1013 niñas por cada 1000 niños en 2011. Mandi tiene una población mixta de hindús, Sikhs, budistas y cristianos con más del 90% de la población siendo hindú. Según el censo de 2011, la ciudad tiene una población de 26 422.

## Cultura

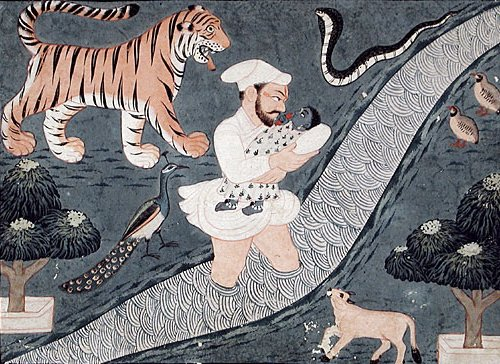
Vasudeva llevando a Krishna sobre el río Yamuna. Pintura (mediados del)

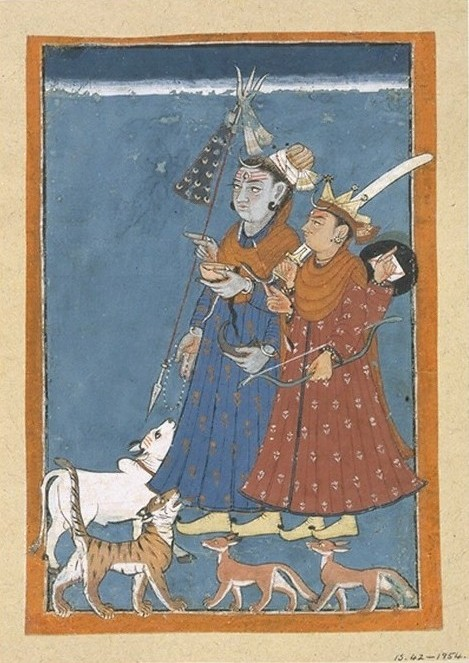
Shiva y Devi (1740–1770).

La gente de Mandi se llama informalmente mandyalis. idioma mandeali es generalmente Utilizado a nivel local para la comunicación. Sepu Wadi es la cocina oficial y principal de Mandi. Dham (almuerzo) Generalmente se organiza en matrimonios locales, funciones y fiestas. Himachal Darshan Photo Gallery se encuentra a aproximadamente 4 km de Mandi cerca de Sauli Khad en la carretera nacional Chandigarh-Manali. Esta galería de arte contiene una hermosa colección de fotografías de lugares exóticos de todo el estado y refleja el patrimonio social y cultural de la gente de Himachal Pradesh. La Biblioteca del Distrito se encuentra en Emerson House (Tribunal de Distrito). La ropa en Mandi era Kurta-Pajama para niños y sari-trajes para niñas, pero con la cultura occidental llegando a la India, los jóvenes de Mandi han comenzado a usar estilos occidentales. Sin embargo, todavía hay un gran número de personas que usan la ropa tradicional de Himachal Pradesh. Banthra es la principal danza folclórica que se realiza en espectáculos teatrales en Mandi y es la danza folclórica oficial del Distrito.
Mandi también es famosa por la Feria Internacional de Mandi Shivaratri, una feria que se celebra durante siete días en el mes de marzo de cada año. La celebración de Shivratri o Se dice que Mandi comenzó en el año 1526 para conmemorar la fundación de la Mandi actual. Antes de esto, la capital de Mandi estaba en la orilla derecha del río Beas, que ahora se conoce como Old Mandi (Purani Mandi). Mandi recibe una media maratón cada año.
Una vez, cuando el décimo gurú de los sijs visitaba a Mandi, el rey de Mandi lo invitó a quedarse en el palacio real. El gurú aceptó la invitación de quedarse en Mandi, pero no con el rey. Se instaló fuera de la ciudad en un lugar apartado, que una vez había sido la ermita de un rishi (sabio indio). El guru fue conmovido por la devoción del rey y profetizó que Mandi siempre se mantendría a salvo y, si algún enemigo intenta dañarlo, los rayos del cielo aplastarían al invasor. Consideraba a Mandi el lugar más seguro del planeta.
V.G.C. Grupo 4 del festival juvenil de mandi hp (una obra de teatro, una obra de teatro, mimo y mímica)

## Educación
La ciudad tiene anganwadis, escuelas primarias y secundarias. Algunas de las escuelas populares en la ciudad son  DAV Centenary Public School, Kendriya Vidyalaya, Escuela Pública Mandi, Indus World School, The Phoenix School of Integrated Learning, Vijay Government Senior Secondary School, Escuela Secundaria para la Tercera Edad del Gobierno (niñas), Sarswati Vidya Mandir nagwain. Sai Public School, Escuela Residencial St. Xavier, DAV Sr. Secundaria, Escuela Modelo Anglo de Sánscrito.
Los institutos médicos en Mandi son Himachal Dental College. Jawaharlal Nehru Colegio de Ingeniería del Gobierno, T. R. Abhilashi Memorial Institute of Engineering and Technology, y Vallabh Bhai Government College también se encuentran en la ciudad. El Instituto Indio de Tecnología Mandi, es una universidad autónoma y de primer nivel para la Graduación en B.Tech/M.Tech que ofrece muchos cursos.

## Medios

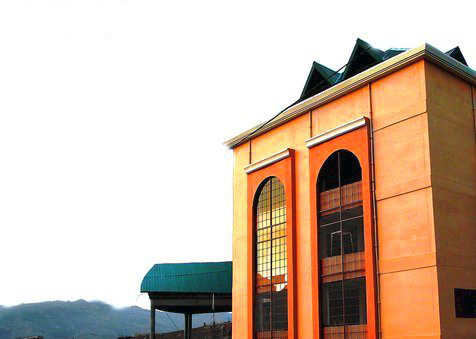
Jawaharlal Nehru Engineering College

Mandi tiene numerosas publicaciones periodísticas, estaciones de radio y televisión. Los principales periódicos en idioma hindi son "Dainik Bhaskar, Dainik Jagran, Amar Ujala, Punjab Kesari, Hindghosh". Las revistas populares son  Outlook ,  Champak . Los periódicos populares en inglés que se venden en Mandi incluyen el "Times of India, Mediodía, Hindustan Times, Indian Express, The Tribune".
Se pueden ver numerosos canales de televisión indios e internacionales en Mandi a través del proveedor local de televisión por cable. El canal de televisión nacional, Doordarshan, proporciona muchos canales como DD Shimla, DD National, DD Sports, DD Sports HD.
La amplia gama de canales de cable disponibles incluye canales de noticias como Aaj Tak, Lokmat IBN, Zee News, Star News, NDTV 24X7, canales deportivos como Ten Sports, ESPN, Star Sports, Neo Sports, Neo Cricket, canales nacionales de entretenimiento como Colors, Sony, Zee TV y STAR Plus. Los canales de noticias locales incluyen Himachal News, samidha channel, S-TV. Sistema de comunicación inalámbrico y GMC NETWORK NER CHOWK. La televisión por satélite (DTH) se usa muy raramente. PAG Los servicios de entretenimiento DTH predominantes en Mandi incluyen Dish TV, TATA Sky, Videocon TV, Reliance Big TV. Hay dos estaciones de radio en Mandi. La gente generalmente usa televisores CRT, LCD, LED.

## Lugares de culto
'Templos' 

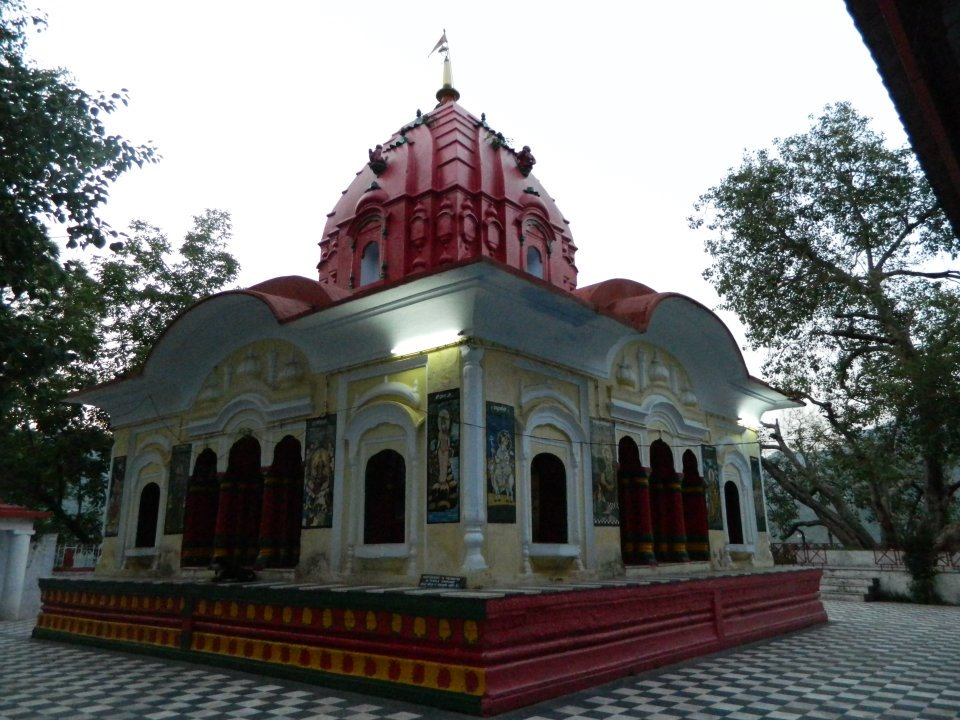
Templo de Tarna

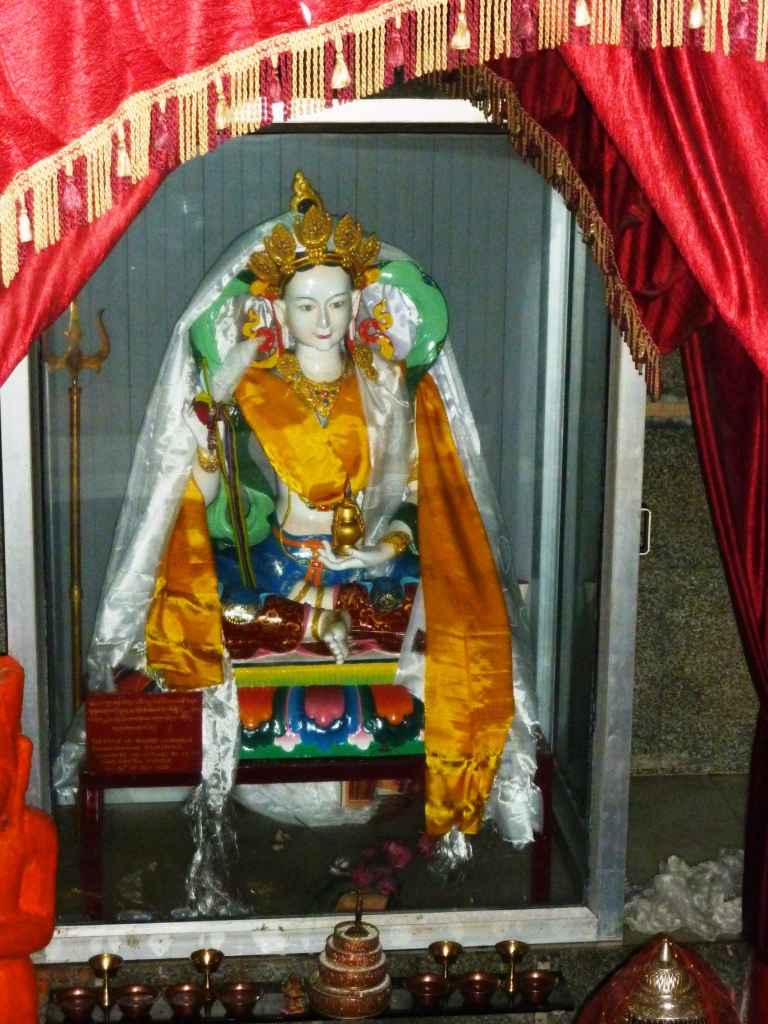
Estatua de la Princesa Mandarava en el Templo Mata Kua Rani

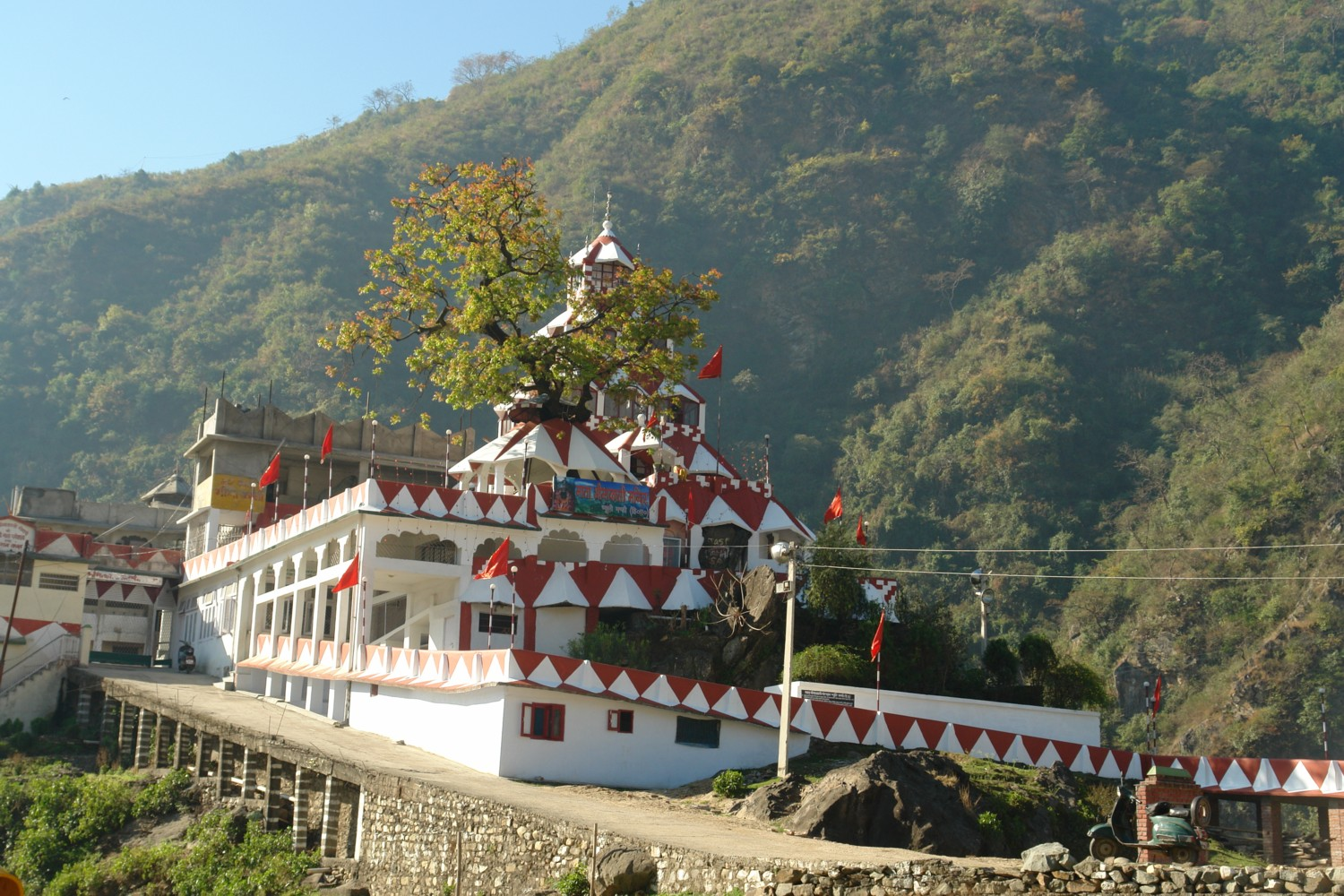
Bhimakali Temple

Mandi tiene más de 300 templos antiguos y nuevos. Debido a la gran cantidad de templos y su ubicación a lo largo del río  Beas, Mandi también se conoce como 'Chhoti (pequeño) Kashi'. La mayoría de los templos están dedicados a Señor Shiva y Diosa Kali. Hay muchos templos clásicos que el Servicio Arqueológico de la India ha declarado 'monumentos protegidos' debido a su importancia histórica, siendo los principales: el 'Templo de Panchvaktra', situado en la confluencia del río Bea y Suketi Khad ' Templo de Ardhnareshwar ', que es uno de los pocos templos de este tipo en la India. El 'Templo Triloknath' está ubicado en la orilla derecha del Río Beas.
El Templo de Mata Kuan Rani, que consiste en un templo con techo de pizarra sobre un pozo profundo que está dedicado a la 'Princesa del pozo' y celebra el momento en que, según la leyenda, Mandarava, la Princesa de Sahor (Mandi), se convirtió en un consorte de Padmasambhava. El rey se enojó y los condenó a muerte a ambos en un incendio que duró siete días. Después de que se despejó el humo, había un lago con un loto, 'Rewalsar' o Tso Pema (tibetano: Lago de loto).
 'Gurudwara' 

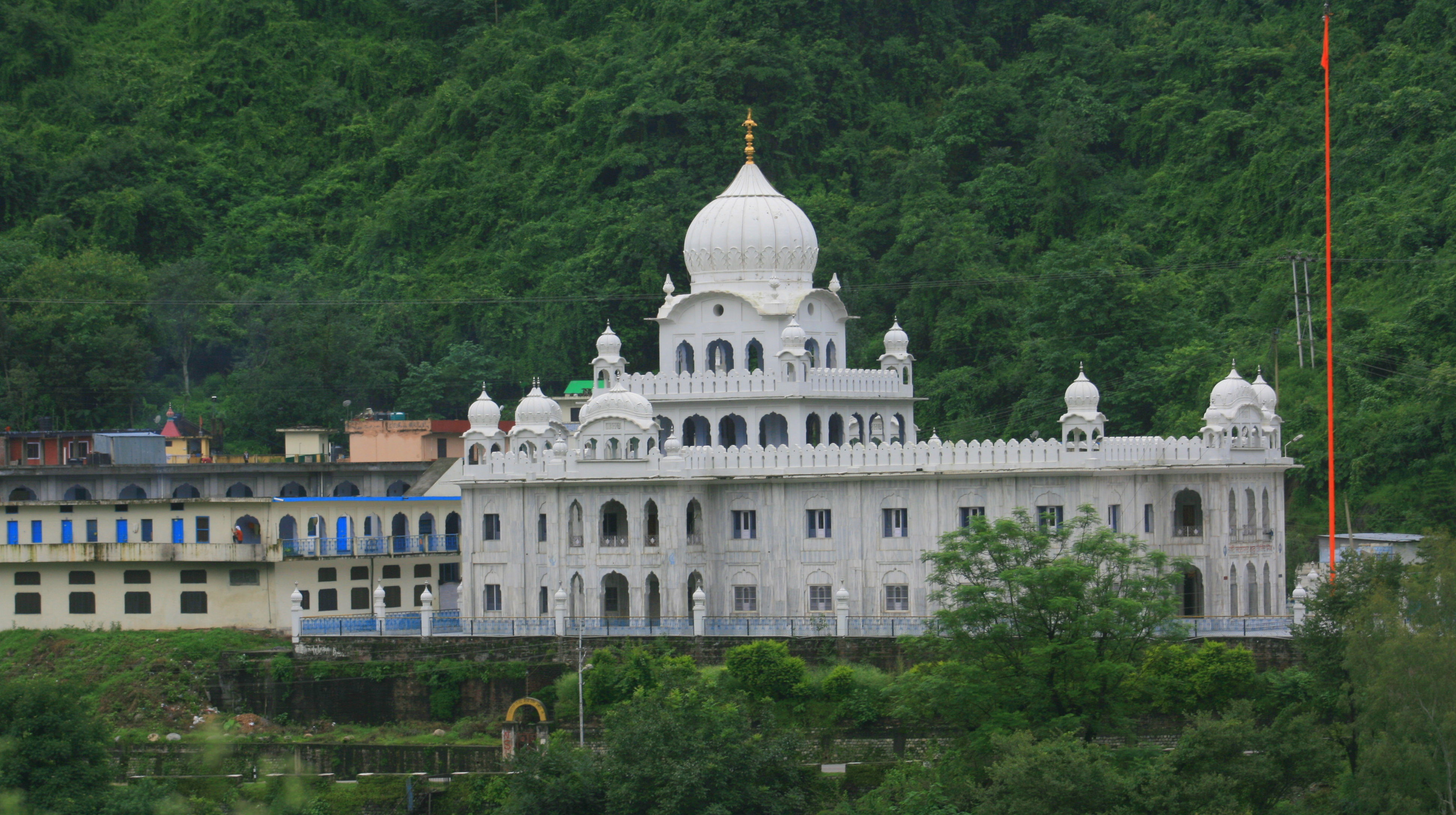
El Gurudwara en Mandi

Mandi tiene un Gurudwara histórico en honor de Guru Gobind Singh, el décimo Sikh Guru, que pasó algún tiempo en Mandi. El pueblo y el gobernante lo recibieron con gran calidez y apoyaron al Gurú en su guerra contra el gobierno tiránico del  Mughal Emperador Aurangzeb; se dice que la ciudad tiene las bendiciones del gurú. El Gurdwara también se conoce de manera no oficial como Gurudwara Palang Sahab, porque la cama 'Palang' del Gurú todavía se conserva aquí.
 'Mezquitas' 
Hay dos mezquitas en la ciudad de Mandi, una en la cárcel y otra en Ramnagar (mangwayi). En ambas mezquitas, junto con cinco veces namaz (oración), namaz-e-juma (oración del viernes) y namaz-e-Eid También se ofrece.
También hay una mezquita (Mezquita Madina) cerca del campus IIT Mandi North en el pueblo "Salgi", a 16 km de la ciudad principal de Mandi.

## Proyectos hidroeléctricos y daños ecológicos
La puesta en servicio de la presa Pandoh en 1977 desvió 9000 cusecs del río Beas reduciendo el flujo a través de Mandi, lo que afectó negativamente a la flora y la fauna. El otrora poderoso y rugiente Beas ahora tiene un aspecto desolado en el invierno. El flujo en Beas se redujo aún más en 1982 cuando se desviaron aguas adicionales del río Uhl en Barot a Shanan Power House. El consejo de ciudadanos de Mandi presentó una petición por escrito de que Presa Pandoh lanza un 20 por ciento de agua adicional para revitalizar el río.

## Deportes
La ciudad de Mandi está muy vinculada al bandy, un deporte de invierno parecido al hockey sobre hielo, ya que es la sede de la Federación de bandy de la India, que forma parte de la Federation of International Bandy. Está federación internacional está integrada por un total de 29 países, de los cuales sólo siete -entre ellos, la India- son asiáticos. 
Sin embargo, los deportes más populares en Mandi son el críquet y el fútbol. El Shaheed Krishan Chand Memorial Stadium es el principal estadio de críquet. También se le conoce como el campo Paddal y se han celebrado en él todos los partidos de ranji de la India. De Mandi es Rishi Dhawan, un jugador de críquet que juega en los Kings XI Punjab, un equipo de la Indian Premier League.
En lo que concierne a otros deportes, hay canchas de bádminton en el ayuntamiento y en Paddal. Cerca de Bhiuli se halla una piscina al aire libre. También hay muchas piscinas de billar y salas de tenis de mesa a lo largo de la ciudad, en diferentes lugares. 
El turismo de aventura en Mandi ha ganado importancia en los últimos años debido a su espesa cubierta forestal, sus pintorescas colinas y las salpicaduras de las aguas del río Beas. Mandi ofrece una ubicación ideal para todo tipo de deportes de aventura. Uno de estos lugares para el turismo de aventura en Mandi es Sundernagar, un pequeño lugar en el borde del valle. Se encuentra a una altitud de más de mil metros y tiene algunos de los árboles más altos del estado. El clima es más frío y la cubierta arbórea lo convierte en un lugar ideal para que los amantes de la aventura realicen un sendero natural. Se ven muchas especies de aves y el paseo a través de los árboles es una aventura increíble, ya que caminar por el bosque denso y hacer rappel por el acantilado rocoso es muy difícil.
Janjehli, ubicado a unas dos horas de viaje desde Mandi, ofrece caminatas de hasta 3000 metros. Como toda la carretera no es manejable, la última parte del viaje debe cubrirse a pie a través de un bosque espeso. Otro viaje desde Janjheli te lleva a través de estos bosques hasta el templo de Shikari Devi. Se dice que este templo dedicado a la diosa se construyó en el momento de los Pandavas y no tiene techo.
La Casa de Truchas del Himalaya está a unas cinco horas de Mandi, en el valle de Tirthan. Hay una buena opción de pesca de truchas en el lecho del río aquí. Aquí, trucha marrón es una de las especies de peces más demandadas. En Mandi, un agricultor obtiene alrededor de Rs.200 por kg para capturar Trucha marrón. Se puede acceder a la central hidroeléctrica de Jogindernagar a través de un carro que sube por el acantilado rocoso hasta Una altura de unos 2500 metros. El carro luego cae al otro lado de Barot, donde se encuentra el reservorio.

## Residentes notables
- Kangana Ranaut, actriz de Bollywood.
- Jai Ram Thakur, actual CM (BJP) en Himachal Pradesh y expresidente de BJP del estado.
- Kaul Singh Thakur, actual presidente actual del comité estatal Congreso Nacional de la India.
- Rishi Dhawan, un equipo completo de Himachal Pradesh cricket team.

### Gallery

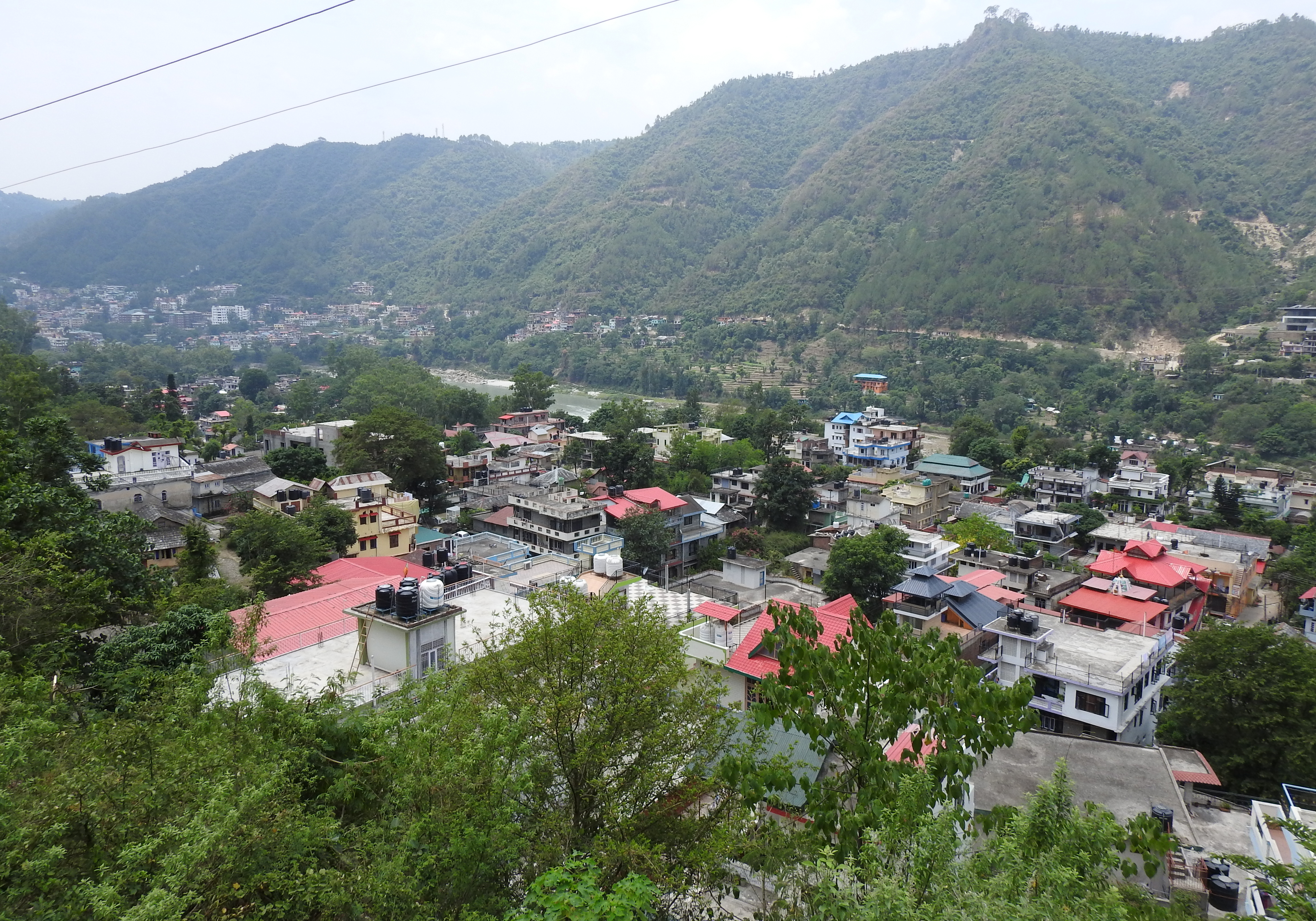
Mandi town
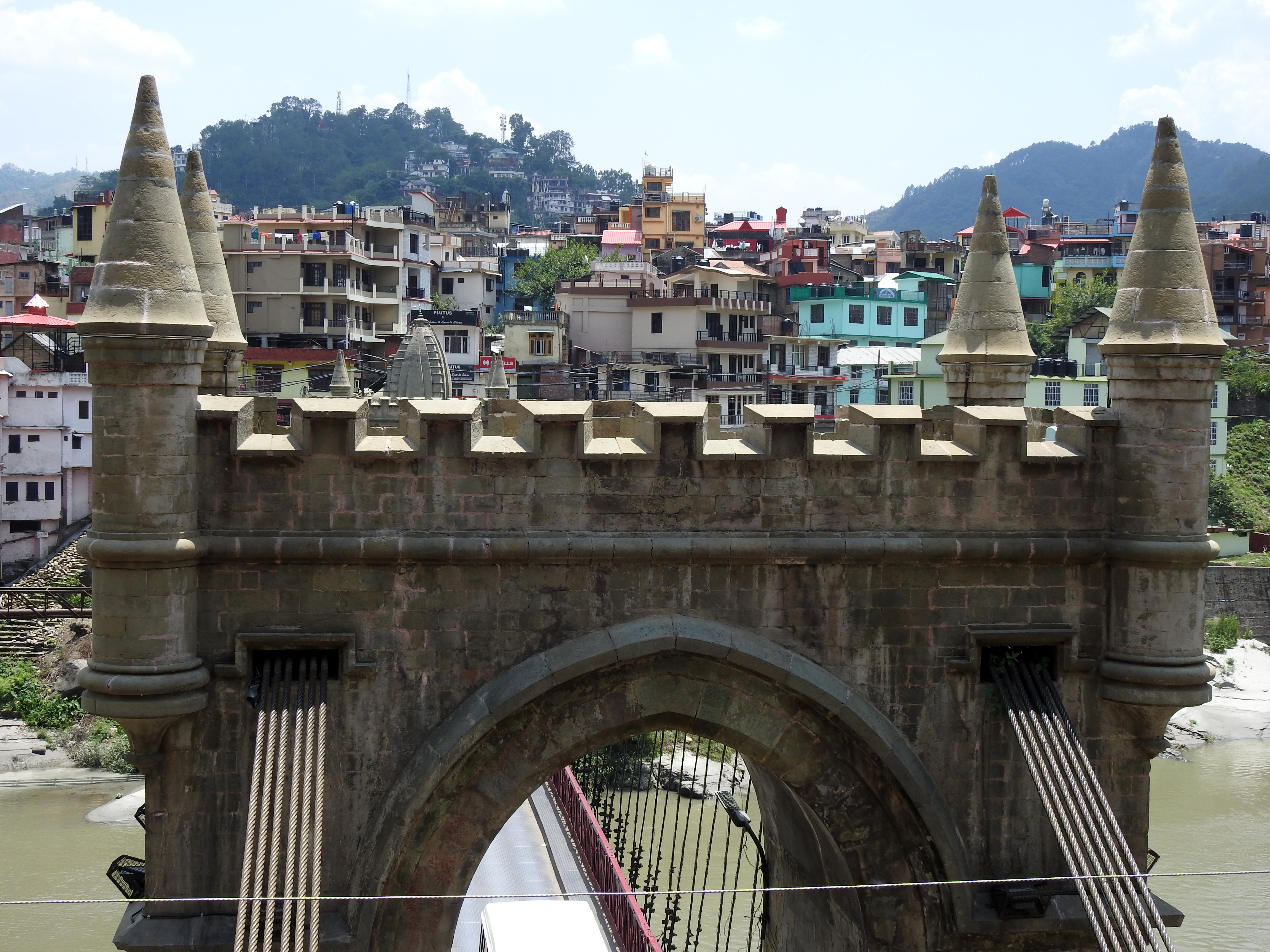
Victoria Bridge ,Mandi closer view
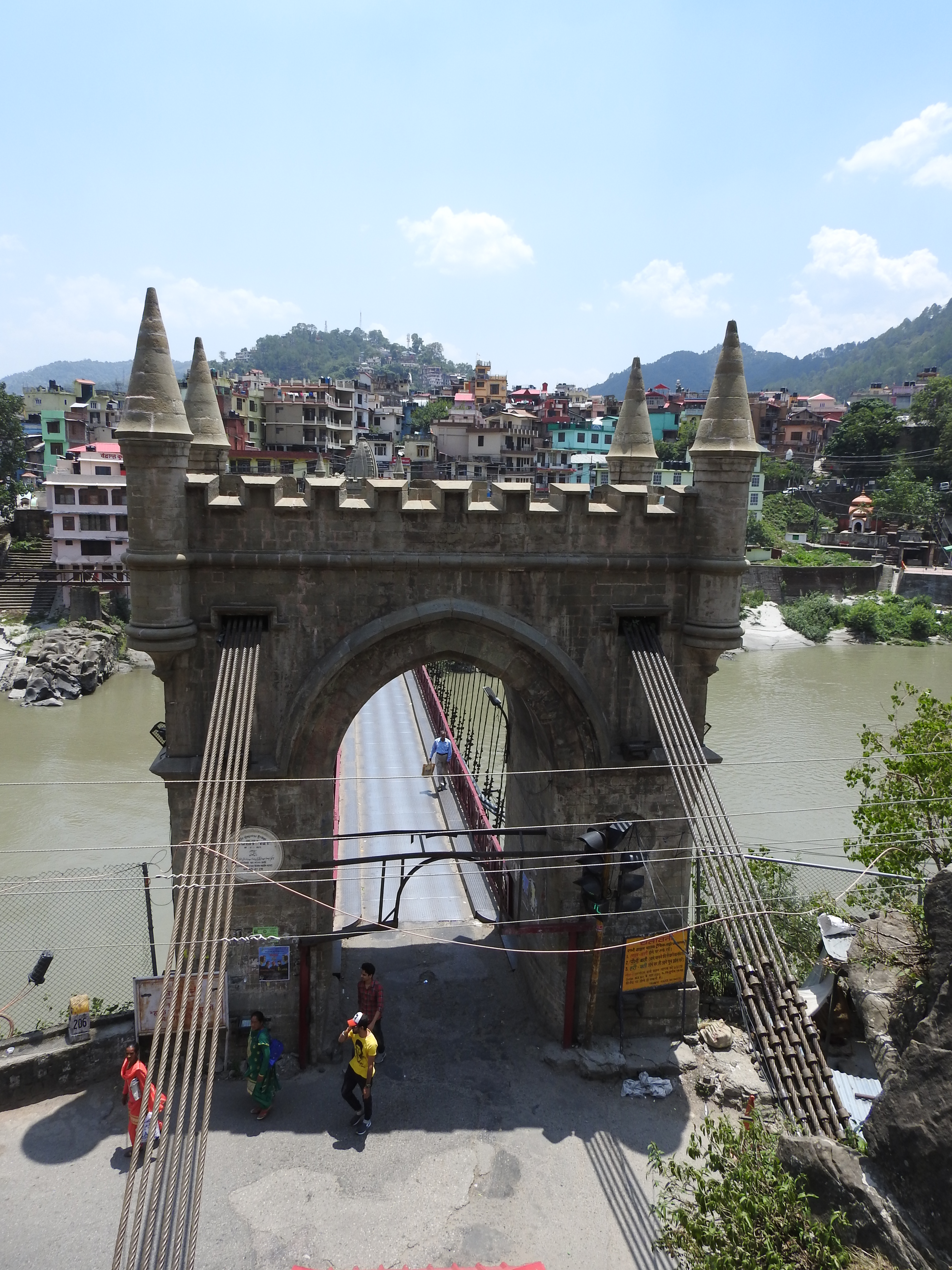
Victoria Bridge ,Mandi full view
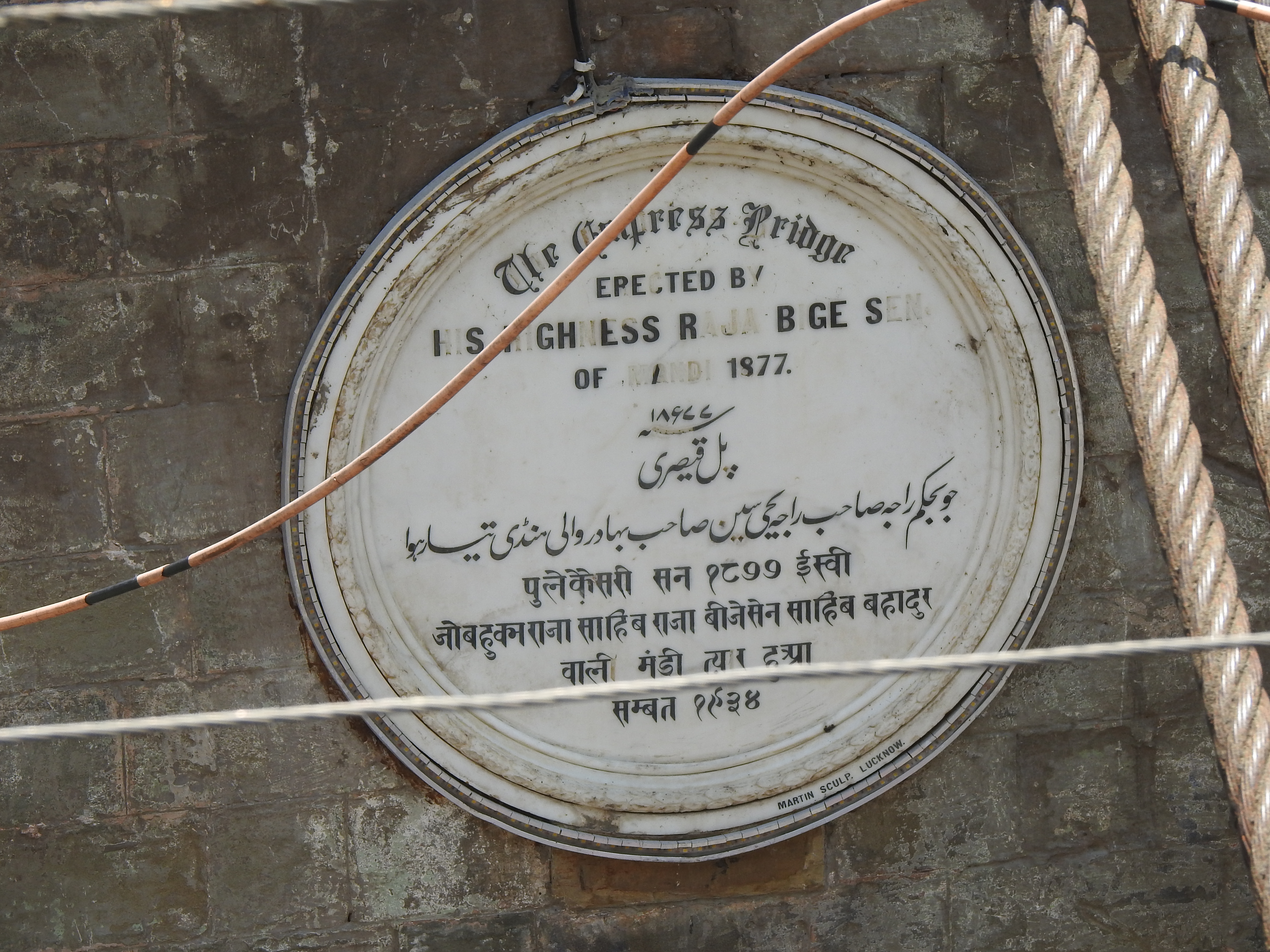
Victoria Bridge ,Mandi ,inscription board
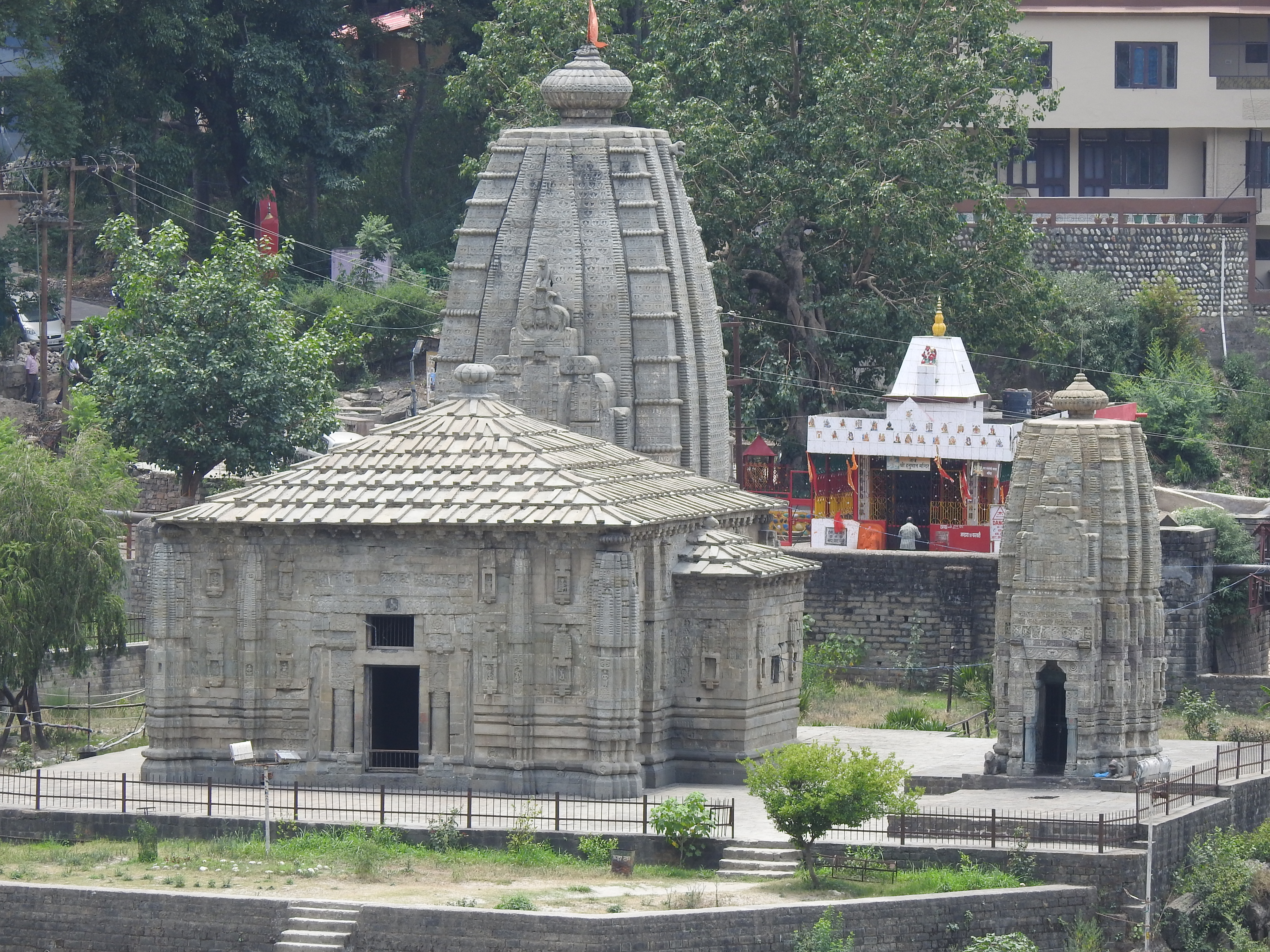
Triloknath Temple
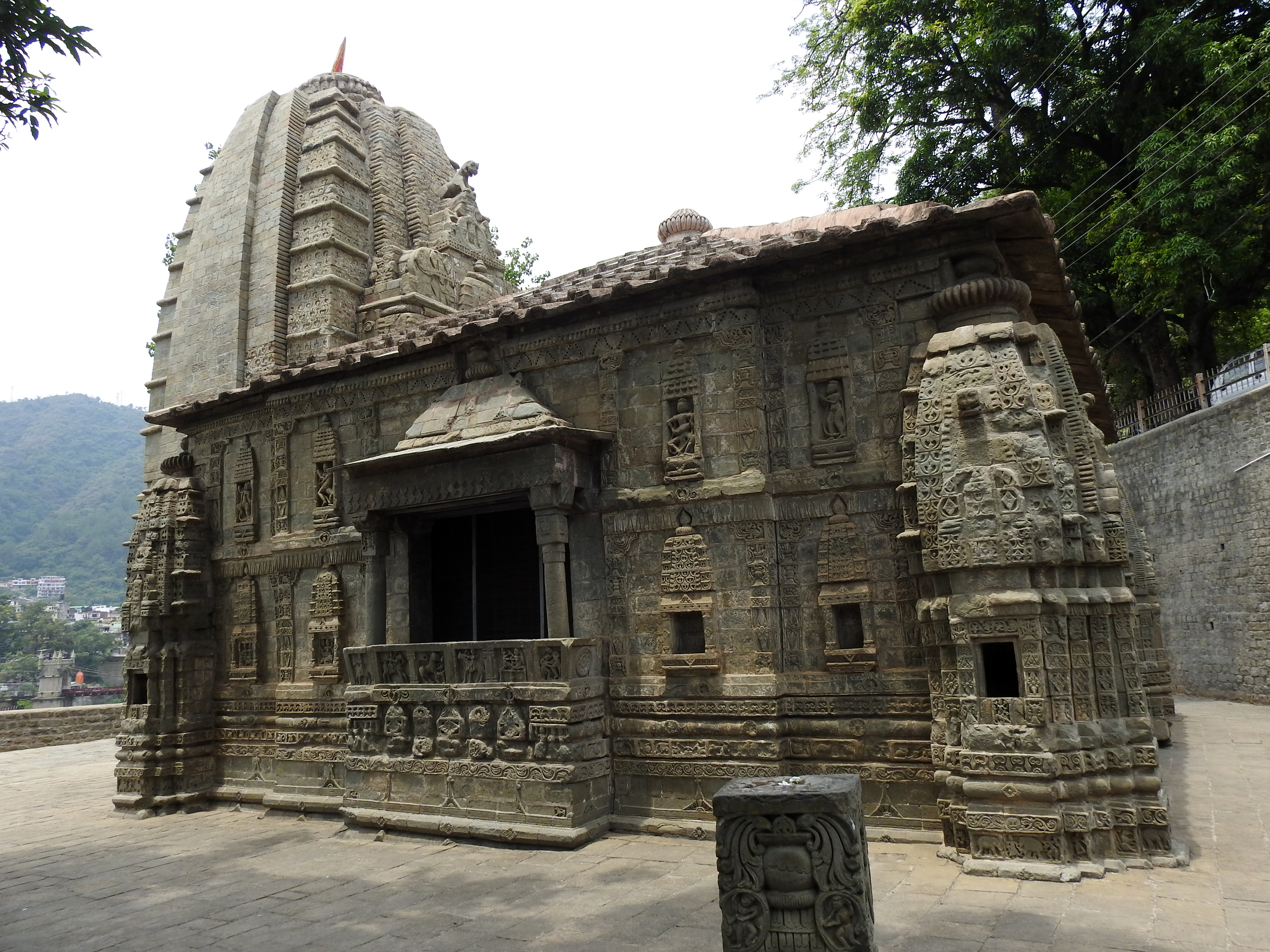
Triloknath Temple
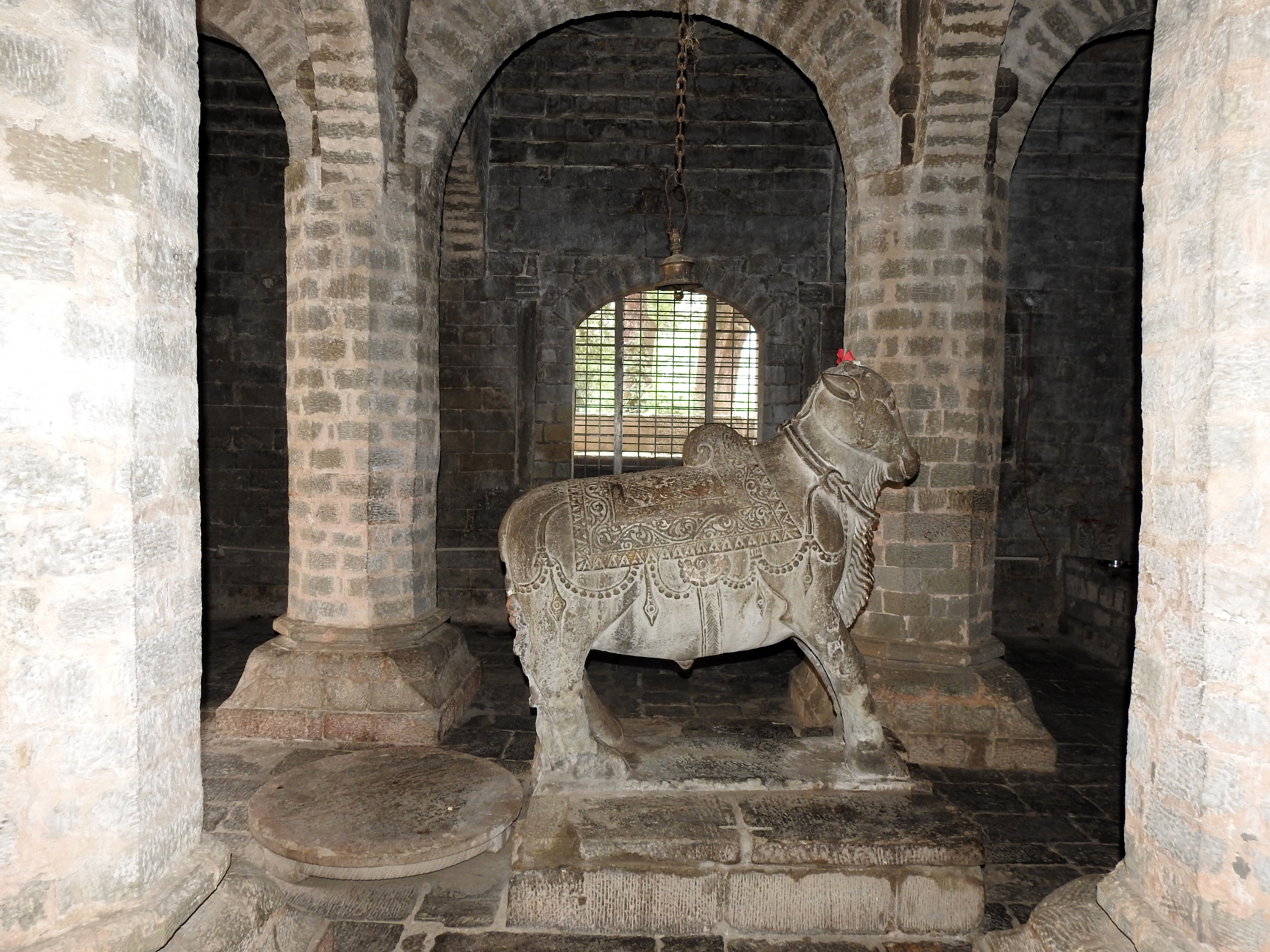
Triloknath Temple -inner view
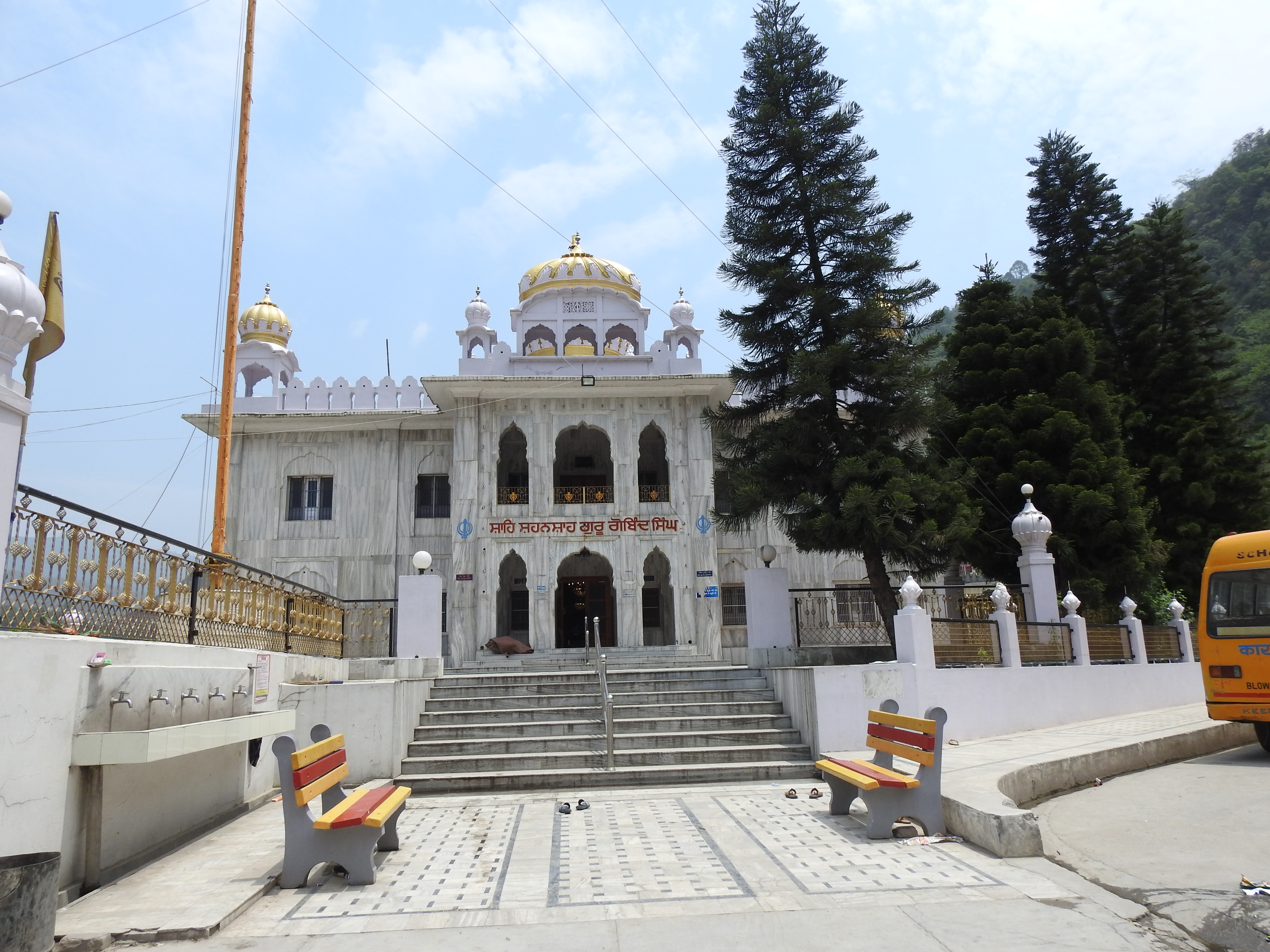
Gurudwara Palang Sahib
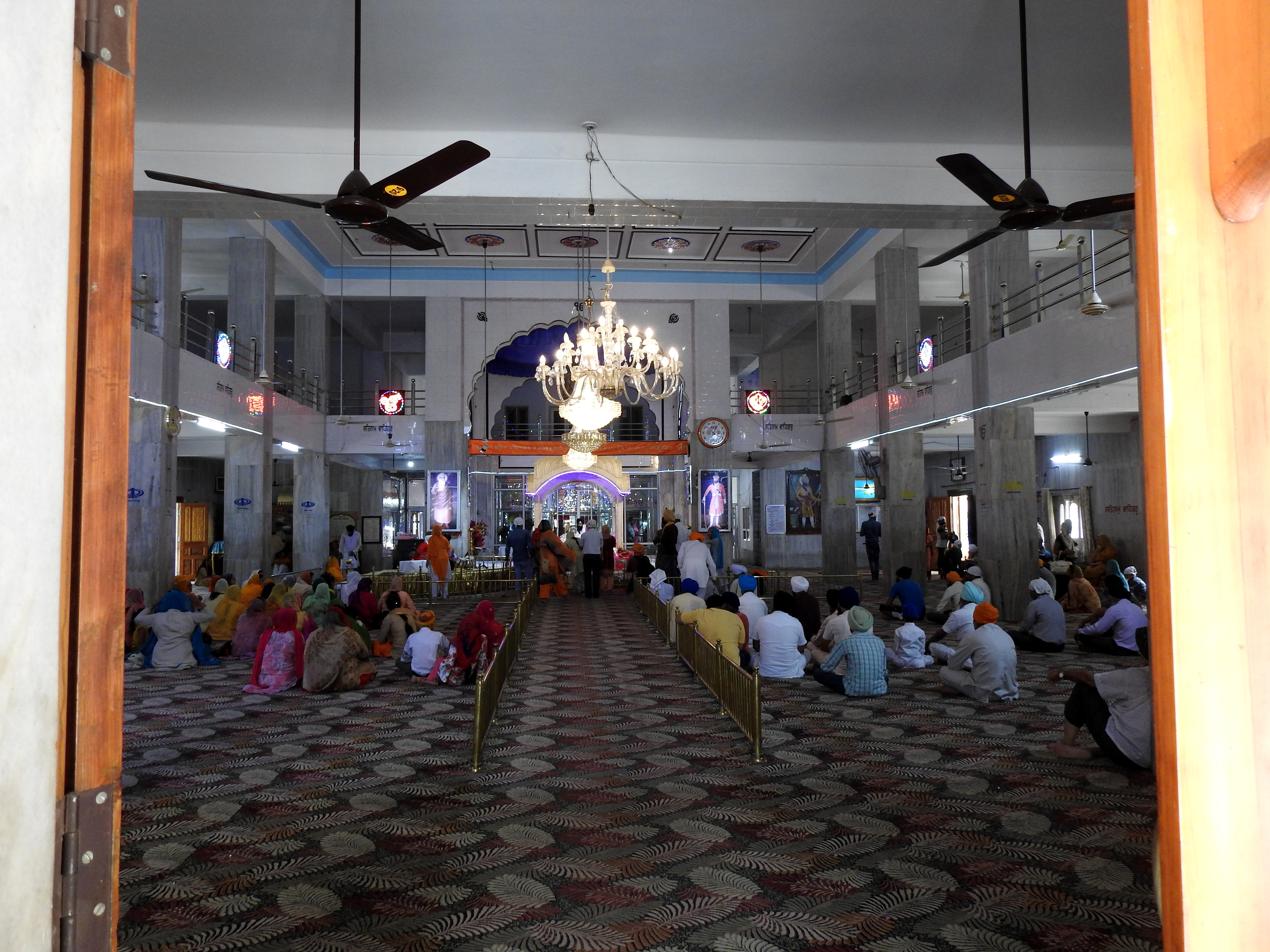
Gurudwara Palang -iner view
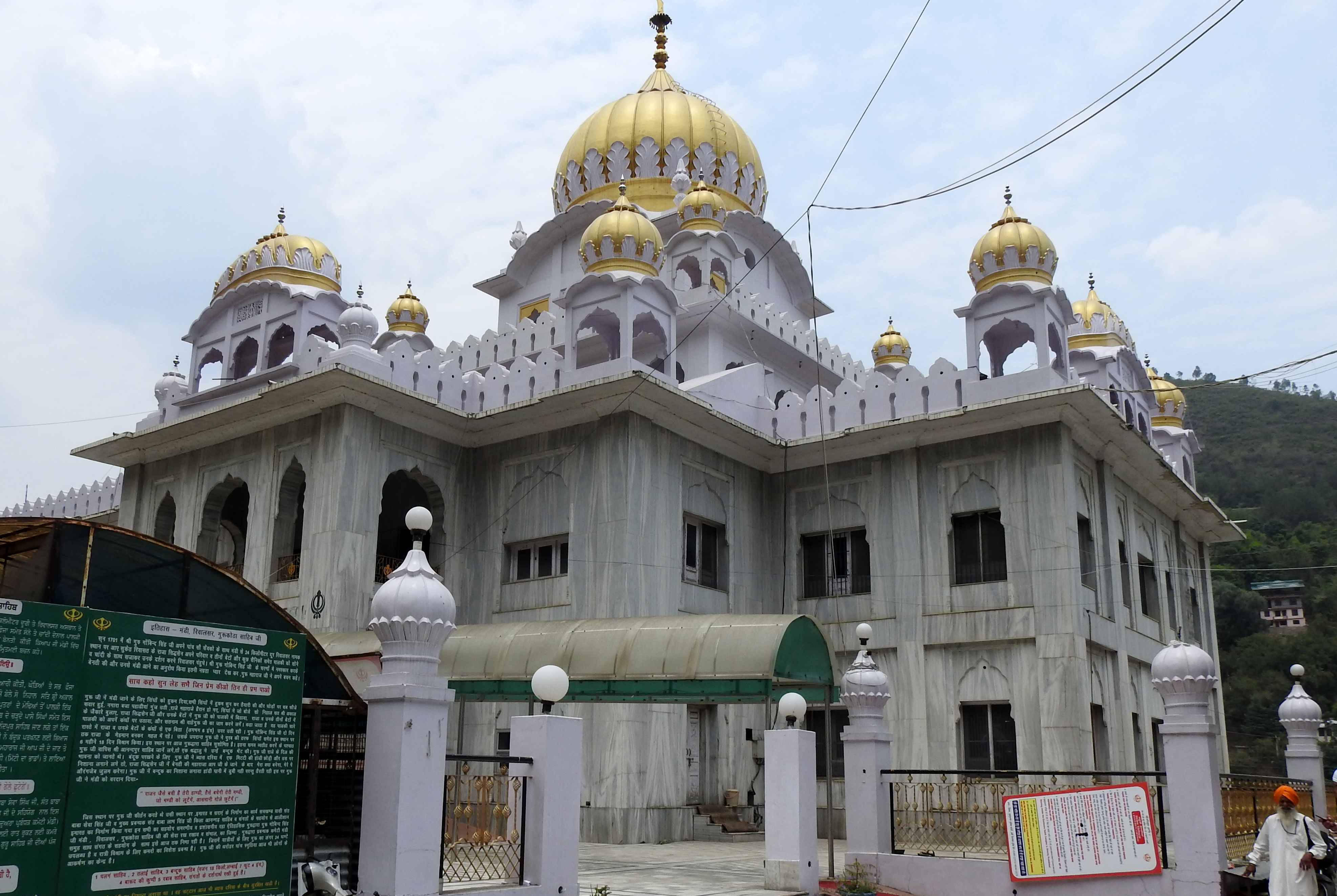
Gurudwara Palang Sahib-outer view
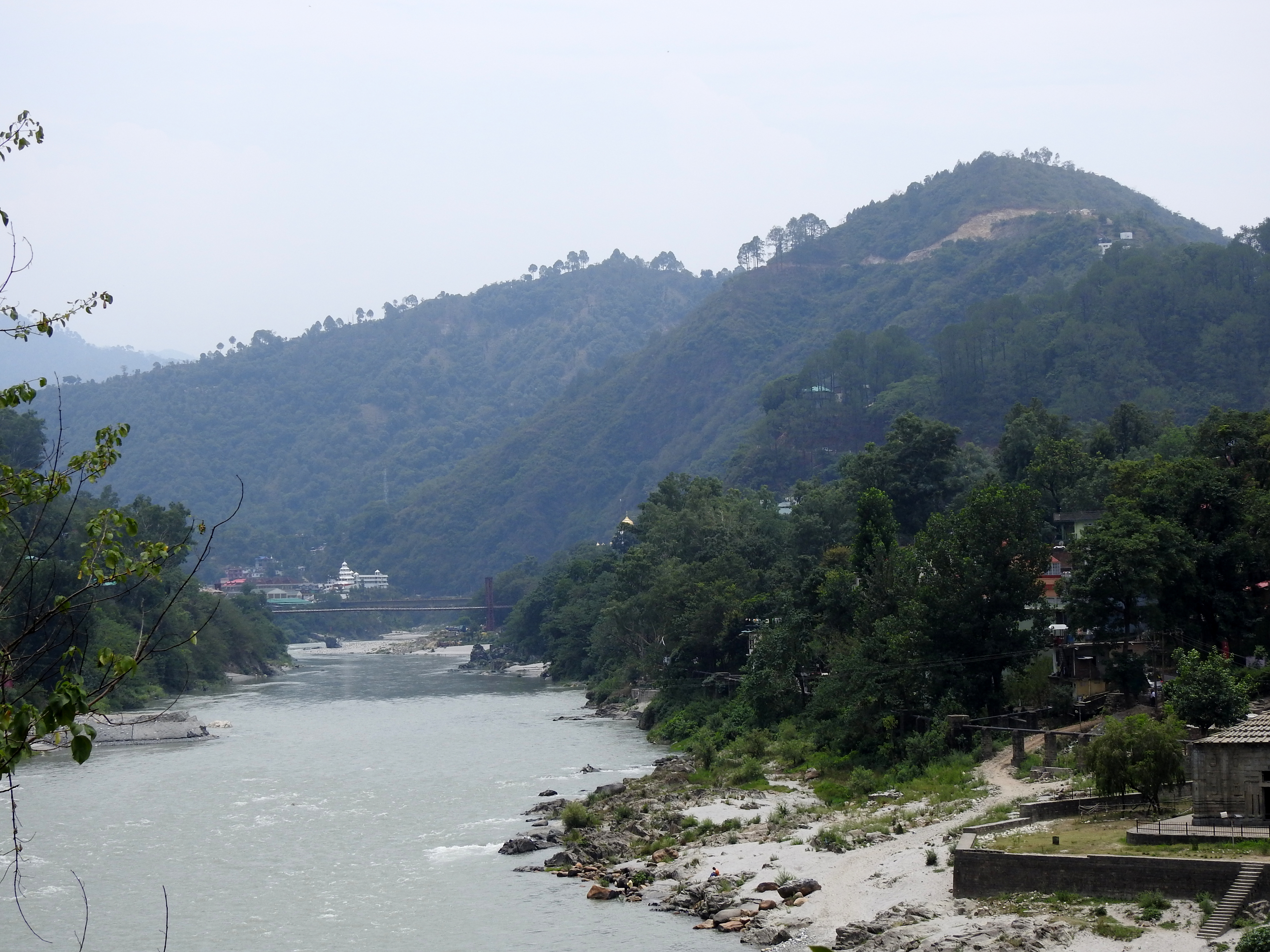
Bhimakali Temple -distant view
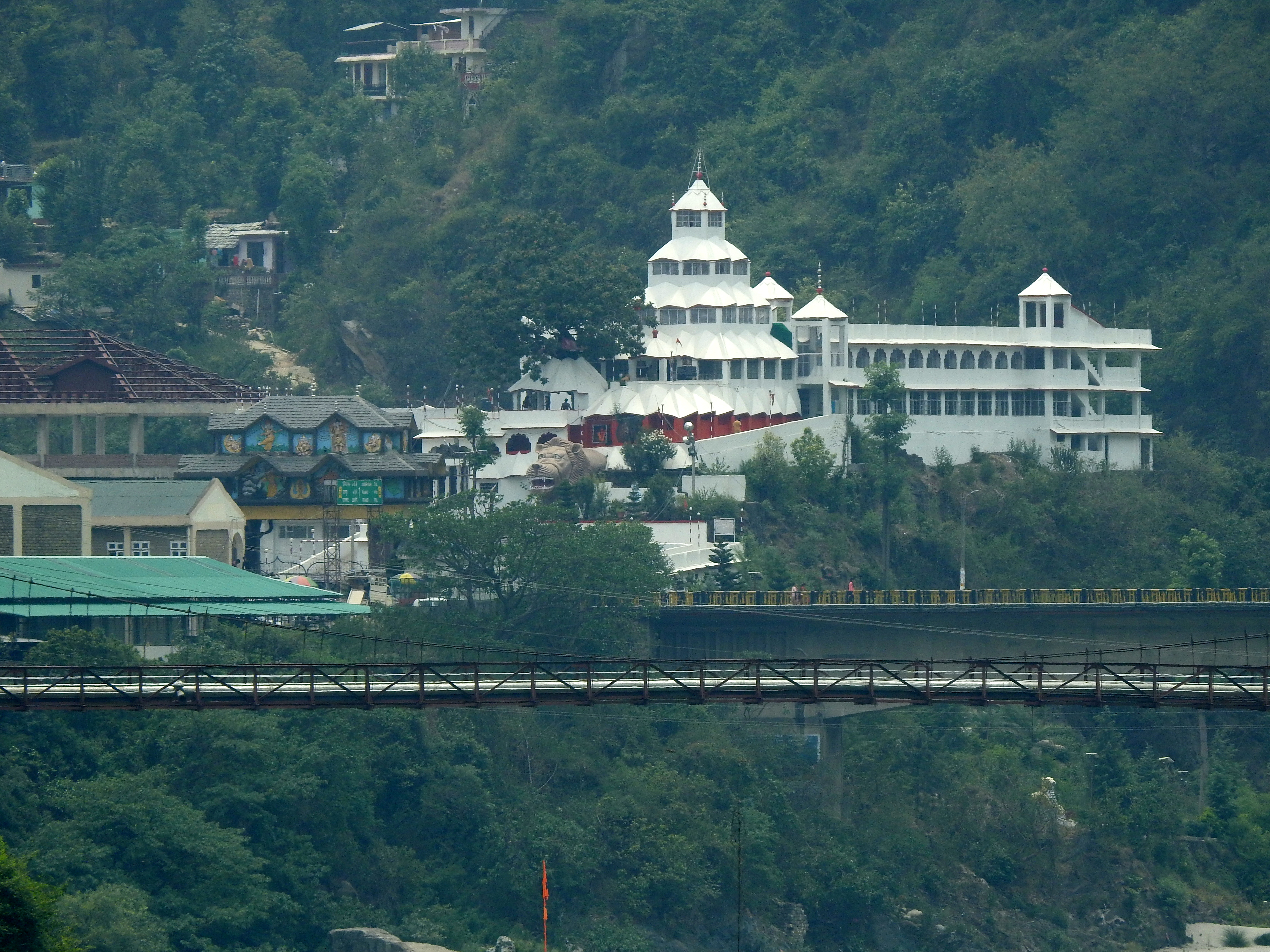
Bhimakali Temple-closer view